# Baccharis articulata
Baccharis articulata Pers.,  carqueja  o  carquejilla,  es un arbusto dioico,  abundante en las zonas templadas de Uruguay,  Brasil,  Chile, Argentina y Paraguay, apto para jardinería. En Paraguay y zonas del Noreste argentino es conocido también con el nombre de jaguarete ka'a (voz en  guaraní que significa "yerba del Jaguar")

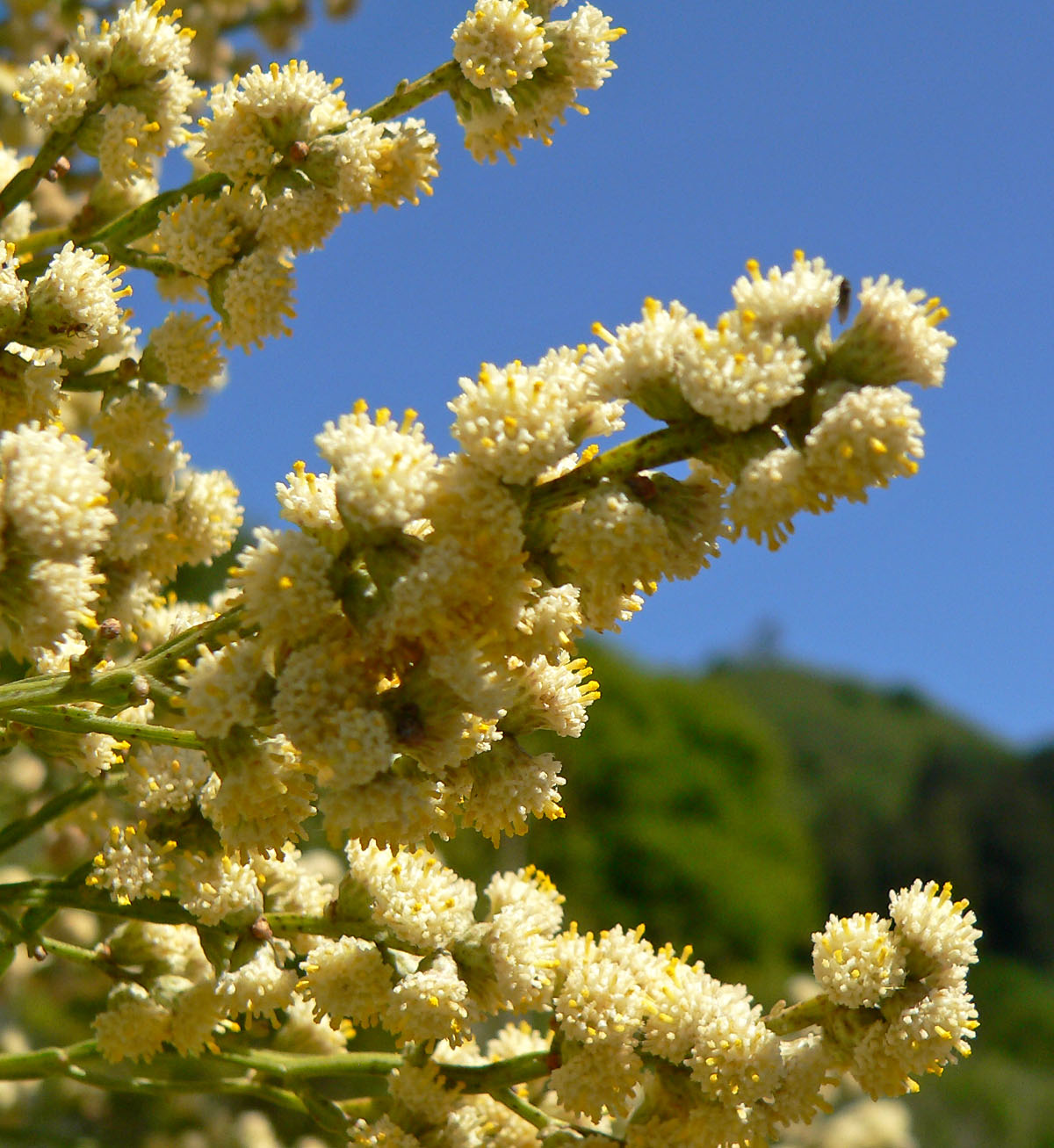
Inflorescencia.

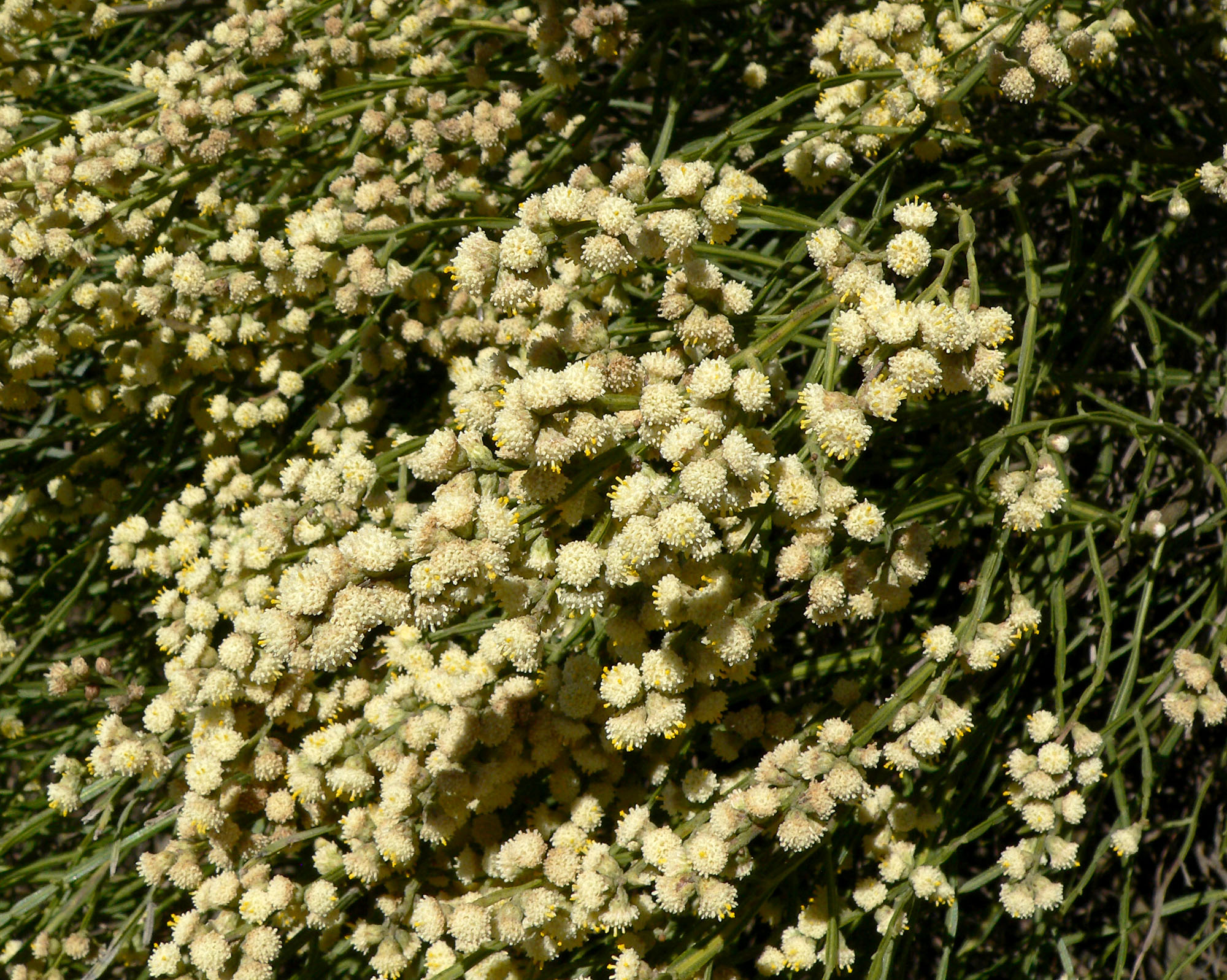
Planta en flor.

## Descripción y hábitat
Puede alcanzar de 3 a 16 dm de altura. Es muy ramificado, glabro, con tallos bialados, verdes, con función fotosintética; hojas transformadas en brácteas inconspicuas; flores en capítulos pequeños, sésiles, en espigas laxas de los ápices de tallos. Involucro de 3 a 4 mm de altura y 4 mm de diámetro, filarias verdosas y obtusas. Aquenios glabros y pentaformados.
Endémica de estepas y montañas, prefiere el suelo fértil y estructurado.
En la epidermis hay tricomas glandulares, pluricelulares; de dos tipos:
- filiformes, en cabezuelas, con la glándula unicelular
- biseriado por dos células basales y un cuerpo de dos series con cuatro células cada una; donde las dos últimas células tienen una vesícula. Y a lo largo del tallo, incluyendo sus expansiones aladas hay conductos secretores.

Almacenan aceite esencial en los pelos glandulares y en los canales secretores. El aceite es una  mezcla de compuestos orgánicos: hidrocarburos, alcoholes, aldehídos, cetonas, epóxidos, ésteres, éteres y ácidos.
Los rendimientos de aceite esencial están en el 0,2 a 0,4 %. 100 kg de materia seca de carqueja rinden 20 a 40 g de aceite.

## Agronomía
Se la reproduce por semillas, o clonalmente por esquejes, de plantas madres seleccionadas por caracteres de productividad de los compuestos activos y agronómicos.
Las semillas se siembran en semilleros en otoño y se plantan temprano en primavera. Puede sembrarse en primavera y trasplantar con plántulas de 1 dm.
Por esqueje, se prefieren las bases de ramas bien leñosas, en días de primavera frescos. Luego van a vivero para que emitan raíces.
Se distancian 7 dm entre líneas y 3 dm entre plantas, aunque depende mucho de la fertilidad del suelo.

## Labores de precosecha
- Riego
- Manejo de malezas y de plagas animales
- Abonado, según necesidades del suelo y del cultivo, determinadas por observación criteriosa y análisis de laboratorio. Se recuerda que las mejores "carquejas silvestres" están en suelo fértil, bien nutridas, con excelente humedad y estructura migajosa.

## Usos
Se aprovecha la parte aérea no leñosa. Se la utiliza desde tiempos precolombinos en medicina popular por sus propiedades hepatoprotectoras y digestivas. También es un estimulador del sistema nervioso central.

## Taxonomía
Baccharis articulata fue descrita por Christiaan Hendrik Persoon y publicado en Synopsis Plantarum 2: 425. 1807.
Etimología
Baccharis: nombre genérico que proviene del griego Bakkaris dado en honor de Baco, dios del vino, para una planta con una raíz fragante y reciclado por Linnaeus.
articulata: epíteto latino que significa "articulada".
Sinonimia
- Conyza articulata Lam.
- Molina articulata Less.
- Baccharis diptera Sch.Bip. ex Baker
- Cacalia sessilis Vell.
- Pingraea articulata (Lam.) F.H.Hellw.[5]